# Arturo Coddou
Arturo Armando Coddou Geerdts (né à Penco au Chili le 14 janvier 1905 et mort le 31 décembre 1954 à Concepción) était un officier de la marine chilienne (ingénieur en mécanique) et footballeur chilien, qui jouait au poste d'attaquant au CDF Arturo Fernández Vial au moment du mondial 1930 en Uruguay.

## Biographie
Avec l'équipe du Chili de football, il dispute la Coupe du monde de football 1930, première coupe du monde de l'histoire du football.
Le Chili finit 2e du groupe A derrière l'Argentine, devançant la France et le Mexique, mais cela ne suffit à les qualifier pour les demi-finales.